# Serhii Sternenko
Serhii Viacheslavovych Sternenko (en ukrainien Сергій Вʼячеславович Стерненко) né le 20 mars 1995 est un activiste ukrainien, avocat et YouTuber. En 2025, sa chaîne YouTube compte plus de 2,05 millions d'abonnés. Il est le chef de l'organisation non gouvernementale Nebayduzhi (en ukrainien Небайдужі), l'un des fondateurs de la Lustration populaire[Quoi ?] (un mouvement qui s'attache à exclure de la fonction publique les fonctionnaires favorables à l'ancien président pro-russe Viktor Ianoukovytch), et ancien membre du conseil d'administration et chef de la branche régionale d'Odessa du Secteur droit, une coalition de groupes de droite qui comprend des éléments ultranationalistes et d'extrême droite,.
Il a participé activement à la Révolution de la Dignité dans les affrontements d'Odessa en 2014.
Sternenko a été la cible de plusieurs tentatives d’assassinats, dont une en 2018 qui l'a conduit à être poursuivie en justice pour meurtre de son agresseur et une en 2025.
Sternenko a fondé une organisation caritative  dédiée au financement de la production et du développement de drones FPV innovants. Il revendique être le plus important fournisseur non gouvernemental de drones, avec plus de 200 000 FPV livrés aux unités des Forces armées de l'Ukraine.

## Honneurs
- Le 4 octobre 2016, il a reçu la médaille « Pour le sacrifice et l'amour de l'Ukraine » par l'Église orthodoxe ukrainienne (Patriarcat de Kiev)[9]